# NGC 62
NGC 62 é uma galáxia espiral (Sa) localizada na direcção da constelação de Cetus. Possui uma declinação de -13° 29' 11" e uma ascensão recta de 0 horas, 17 minutos e 05,3 segundos.
A galáxia NGC 62 foi descoberta em 8 de Outubro de 1883 por Édouard Jean-Marie Stephan.